# Endiandra gemopsis
Endiandra gemopsis är en lagerväxtart som beskrevs av André Joseph Guillaume Henri Kostermans. Endiandra gemopsis ingår i släktet Endiandra och familjen lagerväxter. Inga underarter finns listade i Catalogue of Life.